# Jan Pilecki (ok. 1405–1476)
Jan z Pilczy herbu Leliwa (ur. ok. 1405, zm. 1476) – kasztelan krakowski w 1472 roku, wojewoda krakowski w latach 1459–1472, starosta krakowski w 1440 roku, starosta żydaczowski w 1471 roku, protoplasta rodu Pileckich herbu Leliwa.
Syn Wincentego Granowskiego i Elżbiety z Pilczy, późniejszej królowej polskiej (jako trzecia żona Władysława Jagiełły).
Był członkiem konfederacji Spytka z Melsztyna w 1439 roku oraz gwarantem pokoju toruńskiego 1466 roku.
Dwukrotnie żonaty - z Jadwigą Kurowską oraz Zofią z Bolanowic, pozostawił pięcioro dzieci. Byli to:
- Barbara Pilecka
- Stanisław Pilecki (ur. po 1429, zm. 1493)
- Jan Pilecki (ur. ok. 1430, zm. 1496)
- Katarzyna Pilecka
- Otto Pilecki (ur. 1440, zm. 1504).